# Нова Љехота
Нова Љехота (слч. Nová Lehota) насељено је мјесто са административним статусом сеоске општине (слч. obec) у округу Ново Место на Ваху, у Тренчинском крају, Словачка Република.

## Становништво
| Година:    | 1994. | 2004.    | 2014.    | 2024.   |
| ---------- | ----- | -------- | -------- | ------- |
| Број људи: | 277   | 230      | 198      | 192     |
| Разлика:   |       | -16,96 % | -13,91 % | -3,03 % |

| Година:    | 2023. | 2024.   |
| ---------- | ----- | ------- |
| Број људи: | 197   | 192     |
| Разлика:   |       | -2,53 % |

Према подацима о броју становника из 2024. године насеље је имало 192 становника.